# Ufficio delle imprese della città di Hakodate Divisione trasporti
L'Ufficio delle imprese della città di Hakodate Divisione trasporti (函館市企業局交通部?, Hakodate-shi Kigyōkyoku Kōtsūbu) è il dipartimento dei trasporti della città di Hakodate, nell'Hokkaidō. Attualmente l'ufficio gestisce solo tram, sebbene fino al 1° aprile 2003 gestisse anche una serie di linee di autobus (Hakodate Municipal Bus).
Il tram è stato selezionato come uno dei siti storici dell'Hokkaidō, insieme al tram di Sapporo gestito dall'Ufficio dei trasporti della città di Sapporo.
Fino al 31 marzo 2011, il nome dell'ente era Ufficio dei trasporti della città di Hakodate (函館市交通局?, Hakodate-shi kōtsūkyoku), ma con la creazione dell'Ufficio aziendale della città di Hakodate attraverso la fusione con l'Ufficio acquedotti, il nome del dipartimento è diventato Dipartimento trasporti dell'Ufficio aziendale dal 1º aprile dell'anno successivo.

## Storia
La Ferrovia a cavalli Kikan (亀函馬車鉄道?, Kikan Basha Tetsudō), una società privata che gestiva tram trainati da cavalli, aprì la prima linea tranviaria di Hakodate nel 1897. Fu il primo tram in Giappone a essere situato a nord di Tokyo. Fu rilevata da Hakodate Suiden (attualmente Compagnia elettrica dell'Hokkaido) nel 1911, elettrificata nel 1913 e iniziò a funzionare come primo tram dell'Hokkaido. Dopo diversi cambi di proprietà, il governo della città di Hakodate assunse il controllo delle linee nel 1943.

## Trasporti
- Rete tranviaria di Hakodate